# Ceolfrid
Ceolfrid (* 630 oder 642; † 29. September 716 in Langres, Burgund) war ein Heiliger. Er war Abt in Wearmouth und Jarrow. Sein Namenstag ist der 29. September.
Ceolfrid wurde mit 18 Jahren Benediktinermönch im Kloster Ripon und nach zehnjährigen Studien von Wilfrid von York zum Priester geweiht. Benedict Biscop berief ihn zum Prior im Kloster Wearmouth, später zum Abt des Tochterklosters Jarrow. Nach Benedicts Tod 690 setzte Ceolfrid dessen Aufgaben als Missionar fort. Er vermehrte die Bibliotheken seiner Klöster – eine wertvolle, erhaltene Abschrift der Vulgata geht auf ihn zurück und wurde von ihm nach Rom gebracht (Codex Amiatinus). Im Alter legte er seine Ämter nieder und reiste noch einmal nach Rom, starb aber unterwegs.
Ceolfrid wurde in Langres begraben, seine Reliquien kamen nach Jarrow und zur Zeit der dänischen Besatzung nach Glastonbury.